# PCX
PCX é um formato de arquivo de imagem, é uma abrevição para PiCture eXchange, é um formato de arquivo de imagem desenvolvido pela extinta ZSoft Corporation de Marietta, Georgia. Foi o formato de arquivo nativo para PC Paintbrush (Windows 3.x) e tornou-se um dos primeiros padrões de imagem do DOS amplamente aceitos, embora desde então tenha sido sucedido por formatos de imagem mais sofisticados, como BMP, JPEG e PNG. Arquivos PCX armazenam imagens indexadas em paleta variando de 2 (monocromática), 4, 16 e 256 cores, embora o formato tenha sido estendido para gravar imagens true-color (24-bit) também.

## Suporte do PCX pelos progamas
O PCX é suportado pelos software de processamento de imagem comuns, incluindo o ACDSee, o GIMP, o ImageMagick, o IrfanView, o LDView, o Netpbm, o PaintShop Pro, o Photoshop, o Visio, o PMview e o XnView. Na versão 2.1.4 o FFmpeg poderia codificar e decodificar os formatos de pixel PCX rgb24, rgb8, bgr8, rgb4_byte, bgr4_byte, cinzento, pal8 e monob. [5]
Existe uma versão multipágina do PCX, usada por alguns softwares de fax para computador e programas de gerenciamento de documentos, com extensão de arquivo .dcx. Um arquivo DCX consiste em um cabeçalho que introduz um conjunto de arquivos PCX a seguir. [6]

## Formato do arquivo
Os arquivos PCX foram projetados para uso em PCs compatíveis com IBM e sempre usam ordenação de bytes little endian. Um arquivo PCX tem três seções principais, na seguinte ordem:
1.Cabeçalho de 128 bytes
2.dados de imagem
3.(Opcional) paleta de 256 cores
O cabeçalho do arquivo PCX contém um byte de identificador (valor 10), um número de versão, dimensões de imagem, 16 cores de paleta, planos de cores de número, profundidade de bits de cada plano e um valor para o método de compactação. Os números de versão PCX variam de 0 a 5, isso originalmente denotado a versão do programa PC Paintbrush usado para criar o arquivo PCX. O cabeçalho sempre tem espaço para 16 cores, embora o número de cores usadas depende da profundidade de bits da imagem. [Esclarecimento necessário] O cabeçalho é de 74 bytes de comprimento e os dados de imagem começa 128 bytes após o início do arquivo, os 54 bytes Entre eles não são utilizados. [7]
Todos os ficheiros PCX utilizam o mesmo esquema de compressão eo valor de compressão é sempre 1. Não foram definidos outros valores e não existem ficheiros PCX não comprimidos. Uma fonte afirma que 0 (descompactado) é permitido, porém poucos softwares suportam. [8]